# Кудрявицкий, Давид Абрамович
Давид Абрамович Кудряви́цкий (1919—1943) — участник Великой Отечественной войны, командир роты 29-го гвардейского стрелкового полка 12-й гвардейской стрелковой дивизии 61-й армии Центрального фронта, Герой Советского Союза, гвардии лейтенант.

## Биография
Родился в посёлке Хиславичи ныне Смоленской области в семье крестьянина. Еврей. С 1928 года жил в Крыму, в селе Горопашник. В 1939 году окончил зоотехникум в селе Чеботарка (ныне Сакский район Крыма). В том же году поступил на геолого-разведочный факультет Свердловского горного института. Но учиться пришлось недолго, был призван в Красную Армию.
Начало Великой Отечественной войны застало сержанта Д. А. Кудрявицкого в Закавказье. В сентябре 1941 года, вместе со своей частью, убыл на фронт. С первых боёв показал себя храбрым солдатом, был метким снайпером. В 1942 году окончил курсы младших лейтенантов на Калининском фронте. С сентября 1943 года командовал ротой 29-го гвардейского стрелкового полка.
Отличился в боях при форсировании Днепра. В ночь на 29 сентября 1943 года умело организовал форсирование Днепра в районе деревни Глушец Лоевского района Гомельской области. Под жестоким огнём противника десантники высадились на правый берег и в гранатно-штыковом бою захватили первую линию траншей. На следующий день, 30 сентября, его рота отбила несколько контратак гитлеровцев.
1 октября 1943 года, в решающую минуту боя, лейтенант Д. А. Кудрявицкий лично поднял в атаку своих бойцов, но сам при этом погиб. Похоронен в братской могиле в посёлке городского типа Любеч Репкинского района Черниговской области (Украина).
Рота продолжала удерживать плацдарм и тем самым обеспечила форсирование реки другими подразделениями.

## Награды
- Указом Президиума Верховного Совета СССР «О присвоении звания Героя Советского Союза генералам, офицерскому, сержантскому и рядовому составу Красной Армии» от 15 января 1944 года за «образцовое выполнение боевых заданий командования по форсированию реки Днепр и проявленные при этом мужество и героизм» гвардии лейтенанту Кудрявицкому Давиду Абрамовичу посмертно присвоено звание Героя Советского Союза[3].
- Награждён орденом Ленина.

## Память

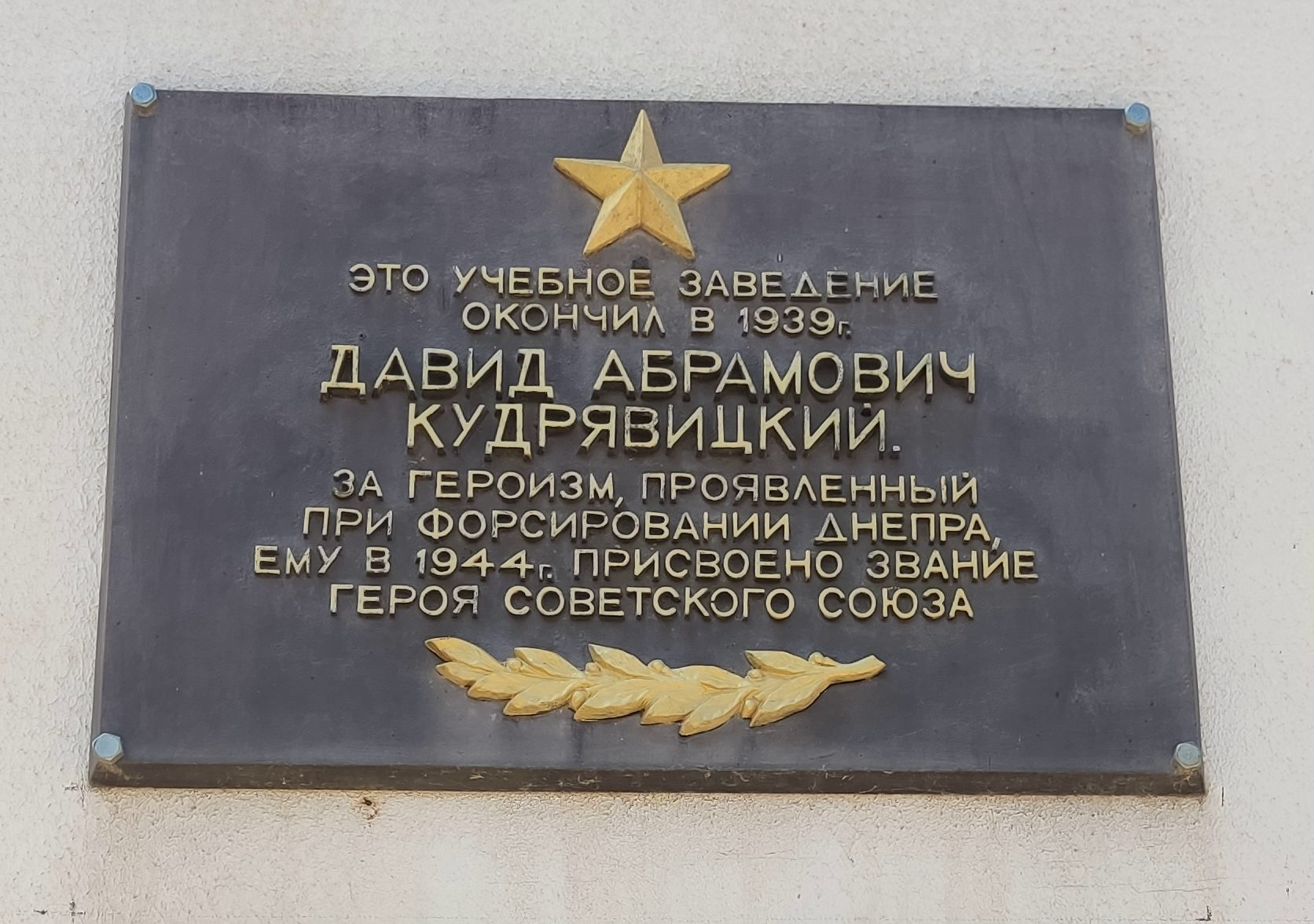
Мемориальная доска в Прибрежном

- Именем Героя названа улица в его родном посёлке.
- Его имя увековечено на мемориальной доске, установленной на здании горного университета в Екатеринбурге.
- На окраине посёлка Любеч на Черниговщине — братская могила. На ней в уровень с деревьями — обелиск, на котором золотыми буквами написаны имена пяти Героев Советского Союза гвардейцев — капитана Н. П. Трубицына, лейтенанта Л. М. Григорьева, лейтенанта Д. А. Кудрявицкого, старшего сержанта А. И. Воронова и младшего сержанта А. К. Опалева.